# Elezioni presidenziali in Nagorno Karabakh del 2007
Le elezioni presidenziali in Nagorno Karabakh del 2007 si tennero il 19 luglio e videro la vittoria di Bako Sahakyan.
Presero parte al voto 71 286 elettori, pari al 77,4% degli aventi diritto. I voti validi furono 69 693, i voti nulli 1 594.

## Risultati
| Bako Sahakyan   | Indipendente                   | 59 326 | 85,12 |  |  |  |  |  |
| Masis Mayilyan  | Indipendente                   | 8 734  | 12,53 |  |  |  |  |  |
| Armen Abgaryan  | Indipendente                   | 867    | 1,24  |  |  |  |  |  |
| Hrant Melkumyan | Partito Comunista dell'Artsakh | 554    | 0,79  |  |  |  |  |  |
| Vanya Avanesyan | Indipendente                   | 212    | 0,30  |  |  |  |  |  |
| Totale          | Totale                         | 69 693 | 100   |  |  |  |  |  |
|                 |                                |        |       |  |  |  |  |  |
| Voti non validi | Voti non validi                | 1 593  | 2,23  |  |  |  |  |  |
| Votanti         | Votanti                        | 71 286 |       |  |  |  |  |  |